# Turk Broda
Walter Broda, detto Turk (Brandon, 15 maggio 1914 – Toronto, 17 ottobre 1972), è stato un hockeista su ghiaccio e allenatore di hockey su ghiaccio canadese professionista, che giocava nel ruolo di portiere. Di origini ucraine, ha vestito, per quasi tutta la sua carriera, la maglia dei Toronto Maple Leafs, con cui ha vinto cinque Stanley Cup. Ha inoltre vinto due Vezina Trophy come portiere meno battuto della lega. Nel 1967 è stato inserito nella Hockey Hall of Fame.